# Музей нонконформистского искусства
Музей нонконформистского искусства — санкт-петербургский выставочный, научный и архивный центр по изучению и пропаганде нонконформистского искусства, а также и современного некоммерческого искусства России, Европы и Америки. Работает в составе Арт-центра «Пушкинская, 10».

## История музея
Музей нонконформистского искусства создан по инициативе Сергея Ковальского и Евгения Орлова Товариществом «Свободная культура» в 1998 году в рамках Арт-центра «Пушкинская, 10». Основой для начала работы музея послужила коллекция произведений современного искусства, собранная в 80-90-х годах «неофициальными» художниками и представляющая нонконформистское искусство Ленинграда-Петербурга второй половины XX века.
Ядром Товарищества «Свободная культура» стали художники «второй волны» неофициального искусства Ленинграда, берущие своё начало от квартирной выставки «на Бронницкой» в 1981 году. Результатом этой выставки стало создание самого крупного в СССР объединения независимых художников, получившие название Товарищества Экспериментального Изобразительного Искусства (ТЭИИ). К 1985 ТЭИИ провело ряд крупных выставок в ДК им. Кирова и во Дворце Молодежи.
В 1985 году возникла идея создания музея ТЭИИ в мастерской Е. Орлова по адресу Дзержинского,28 (рекламно-оформительская мастерская объединения «Сокол»). Эта идея трансформировалась в ряд выставок в мастерской. После увольнения Евгения Орлова из объединения «Сокол» собранная коллекция была перевезена в помещение «Галереи 10-10» по адресу Пушкинская,10. В результате часть коллекции исчезла, а оставшиеся картины вошли в фонды Музея нонконформистского искусства и Государственного Русского музея.
Первым директором МНИ стала Марина Колдобская (выставки и проекты новейших течений) и Е. Орлов (выставки художников-нонконформистов и художников Газаневской культуры). В 1999 году по инициативе Андрея Хлобыстина на базе музея был открыт отдел «Петербургский архив и библиотека независимого искусства» (ПАиБНИ), в которые вошли материалы о неофициальном искусстве Ленинграда 40-90-х годов XX века, видеоархив, коллекция «самиздата», плакатов, писем, фотографий, одежды и личных вещей художников и активистов.
Сегодня МНИ является уникальным негосударственным музеем, который активно представляет искусство художников-нонконформистов и современное некоммерческое искусство.
При музее создан «Клуб независимых исследователей современного визуального искусства», объединяющий выпускников и студентов искусствоведческих факультетов и отделений, а также Независимых экспертов и тех, кому не безразличны судьбы отечественного независимого искусства.

## Технические параметры музея
Площади музея: экспозиционно-выставочная — 350 м², временных выставок — 220 м², фондохранилищ — 50 м². Количество сотрудников — 5. Среднее количество посетителей в год — 5600.

## Коллекция музея
Собрание насчитывает 1400 единиц хранения, все они относятся к предметам основного фонда. Среди наиболее ценных коллекций — Коллекция живописи и графики ленинградского неофициального искусства 50-90-х гг. (более 300 единиц хранения), Коллекция современной художественной фотографии (совместно с Товариществом «Свободная культура» и галереей «Фотоимидж», более 80 единиц хранения).
Художники: Армен Аветисян , З. Азизов, В. Андреев, Л. Астрейн, В. Афоничев, Б. Бадалов, А. Баранов, А. Басин, Н. Батищева, А. Бихтер, Е. Богданова, Л. Болмат, Л. Борисов, Б. Борщ, Ж. Бровина, В. Брылин, В. Брыляков, В. Бугаев, В. Буйвид, В. Вальран, А. Ваньков, А. Васильев, И. Васильев, И. Васильева, Р. Васми, С. Веерин, А. Вермишев, П. Вещев, В. Видерман, ВИК, Д. Виленский, А. Владимиров, И. Власова, В. Воинов, Ф. Волосенков, В. Гаврильчик, Б. Гадаева, Ю. Галецкий, О. Гаркуша, В. Герасименко, Е. Гиндпер, Гипер-Пупер (В. Кузнецов), А. Гладилов, В. Голубев, Л. Голубева, К.Голубенков, А. Гончарук, В. Гоосс, Е. Горчакова, А. Горяев, Д. Грецкий, Е. Гриценко, Т. Грицюк, В. Громов, А. Гуревич, Ю. Гуров, В. Гуцевич, А. М. Дашевский, А. Двинянинов, Л. Долинский, О. Драгомощенко, С. Друзяка, В. Духовлинов, Ю. Дышленко, В. Дьяченко, Л. Дьяченко, Н. Жилина, И. Журков, О. Зайка, А. Зайцев, Ю. Зарецкая, Н. Зверев, Л. Зимин, Г. Зубков, И. Иванов, М. Иванов, В. Иванов-Военушкин, Ю. Иванова, М. Исаев, М. Каверзина, Д. Калинин, Н. Кахиани, И. Кириллова, А. Кириль, А. Китаев, В. Клевер, Д. Ковалев, С. Ковальский, А. Кожин, Б. Козлов, Ю. Козлов, М. Колдобская, С. Комарова, В. Коневин, Е. Коновалова, Т. Конфарович, А. Королев, О. Котельников, Б. Кошелохов, В. Кубасов, А. Кузнецов, Р. Курносов, И. Лебедев, С. Лебедев, К. Лильбок, С. Литвинов, В. Лисунов, Б. Ломсианидзе, А. Лоцман, В. Лукка, Ю. Люкшин, О. Лягачев, В. Макаров, В. Максимов, А. Малтабаров, Г. Малышев, Г. Манжаев, А. Манусов, О. Маслов, Л. Мастеркова, Ю. Медведев, Г. Мендагалиев, А. Менус, К. Миллер, Б. Митавский, А. Митин, Вл. Михайлов, Вяч. Михайлов, В. Мишин,  О. Моисеева, А. Морев, Е. Мохорев, Н. Нелюбина, Л. Никитина, Ю. Никифоров, О. Николаенко, Т. Новиков, Л. Носов, С. Носова, М. Обухова, Вад. Овчинников, Вл. Овчинников, И. Оласюк, А. Олигеров, Е. Орлов, П. Охта (Батраков), Ю. Петроченков, Д. Пиликин, В. Побоженский, А. Подобед, Ю. Потапов, А. Пуд, А. Рапопорт, Алина Раппопорт, А. Рец, О. Ростроста, В. Рохлин, М. Рузина (Маня Котлин), Ю. Рыбаков, Е. Савченко, Н. Сажин , А. Семичов, П. Семченко, С. Сергеев, С. Сигей, Е. Сидоров, Б. Смелов, В. Снесарь, М. Снигиревская, А. Соколов, В. Соловьева, С. Сонин, И. Сотников, А. Спека, И. Старков, Л. Старков, В. Стерлигов, В. Сухоруков, Н. Сычев, Б. Тарантул, А. Титаренко, Вик. Тихомиров, Вл. Тихомиров, И. Тихомирова, Л. Тишков, Т. Тмин (Изотов), В. Трофимов, Е. Тыкоцкий, И. Тюрин, А. Усов, Г. Устюгов, А. Уянаев, Л. Федоренко, Е. Фигурина, В. Филимонов, С. Филинов, А. Филиппов, С. Филиппов, О. Флоренская, А. Флоренский, О. Хвостов, Д. Хмызников, Е. Хохлов, С. Цвиркунова, О. Целков, М. Цэруш, А. Чежин, В. Чернобрисов, Б. Четков, А. Чистяков, Д. Шагин, В. Шалабин, Р. Шаламберидзе, Ш. Шварц, С. Шефф, В. Шинкарев, В. Шмагин, Д. Шорин, Д. Шубин, Г. Элинсон, А. Эндер, Е. Юфит, Г. Юхвец, Ян (А. Орлов), А. Ярцев, В. Яцик, В. Яшке.

## Выставки Музея нонконформистского искусства с 1998 по 2008 гг
1998
- Первая выставка Музея нонконформистского искусства. Из коллекции Товарищества «Свободная культура».

Открылась 20 ноября 1998 года. В ней приняли участие 50 художников ТЭВ и ТЭИИ.
- Персональная выставка Рихарда Васми . Открылась 20 ноября 1998 года.

1999-2000
- «Что нам делать с монументальной пропагандой». 15 января — 20 февраля 1999 года.
- Евгений Тыкоцкий. Живопись. Графика. 27 февраля — 21 марта 1999 года.
- «Портретная фотография в Германии 1850—1918 гг.». 25 марта — 18 апреля 1999 года.
- Аслан Уянаев. Выставка живописи. 20 апреля — 10 мая 1999 года.
- «Русский фотограф в Америке и России». Проект А. Чежина и Д. Пиликина. 28 апреля 1999 года.
- «Ай love деньги». 15 мая — 30 мая 1999 года.
- Фестивальная программа 10-летия «Пушкинской-10». 23 июня — 7 июля 1999 года.
- Юрий Медведев . «Полтергейст-XX». 14 июля — 8 августа 1999 года.
- Томас Руф . Молодежь. 29 сентября — 10 октября 1999 года.
- «В поисках утраченной иконы». 16 октября — 10 ноября 1999 года.
- Николай Сажин . «Автоанатомия». 20 ноября — 5 декабря 1999 года.
- Владимир Шагин. Живопись. 11 декабря 1999 года — 16 января 2000 года.
- «Родина или смерть». 22 января — 6 февраля 2000 года.
- «Tres facium collegium». 19 февраля — 5 марта 2000 года.
- Леонид Тишков. «Даблоід и другие существа». 18 марта — 19 апреля 2000 года.
- «Новый петербургский экспрессионизм». 15 апреля — 7 мая 2000 года.
- «Fast City». Быстрый город. 13 мая — 28 мая 2000 года.
- «Мадам картина». 3 июня — 18 июня 2000 года.
- «Фотоimage — 5 лет». 24 июня — 2 июля 2000 года.
- Генрих Элинсон. 8 июля — 30 июля 2000 года.
- Евгений Рухин. Живопись. 29 сентября — 8 октября 2000 года.
- Борис Смирнов-Русецкий. 14 октября — 5 ноября 2000 года.
- «Мистерия-BEEF». Инсталляция-опера Ю. Шабельникова. 11 ноября — 26 ноября 2000 года.
- «Песни невинности и опыта» (Молодая петербургская фотография). 18 ноября — 26 ноября 2000 года.
- «Четыре времени года». 2 декабря — 24 декабря 2000 года
- «Межсезонье». Петербургский осенний фотомарафон — 2000. 2 декабря 2000 года — 10 января 2001 года.

Архив
- Олег Зайка. «Этюды». Октябрь 1998 года
- Фотовыставка Николая Кононихина. «Арт-Питер Off-Line». Декабрь 1998 года.
- «Мэил Арт Вадима Овчинникова». Апрель 1999 года.
- Фотоархив Евгения Рухина из собрания генерального консула США г-на Пола Р. Смита. Ноябрь 1999 года.
- «Из дома вышел человек». Творчество Баби Бадалова. Апрель 2000 года.
- «Обмен». Энди Уорхол и Новая академия всяческих искусств. Выставка подарков, документов, фотографий

из музея новой академии изящных искусств. Октябрь 2000 года.
- «Первопроходец». Памяти Валерия Черкасова (1946—1984).
- Кирилл Шувалов. «Груз-200».
- Марина Алексеева. «Все ушли на фронт».
- «Е-Е» (ретроспектива фотографий 1980-х гг. Евгения Козлова. Берлин).
- «Everybody Get Something» (Современная культура Японии глазами Олега Котельникова).
- «Былое и думы». От клуба искусствоведов до института истории современного искусства.

Совместные выставки
- В Эрмитаже «Пушкин — провокатор культуры». В. Воинов. 2 июня — 17 июня 1999 года.
- «Немецкая мода с 1945 г. до наших дней». Немецкий культурный центр им. Гёте. 25 сентября — 10 октября 1999 года
- В музее Ф. М. Достоевского. «Достоевский-2000». В. Воинов. Январь 2000 года.
- В музее Анны Ахматовой в Фонтанном доме. Валентин Громов. 9 марта — 23 марта 2000 года.
- В Государственном музее истории Санкт-Петербурга. «Ленинград — Война. Блокада — Победа». В. Воинов. 9 мая — 30 августа 2000 года.
- В музее Анны Ахматовой в Фонтанном доме. «Лестница». В. Воинов. 15 октября — 24 декабря 2000 года.

События
- «Плохое» искусство (The «Bad» ART). 11 июня 1999 года
- Презентация программы 48-й Венецианской биеннале. Русский павильон. С. Бугаев и О. Туркина. 15 июля 1999 года.
- Выставка-акция «Стерва века». 4 декабря 1999 года.
- Акция В. Савчука «Мобилизационный пункт „Новых литераторских мостков“». 2 февраля 2000 года.
- Презентация нового интернет-проекта «GIF.RU. Искусство России». 23 марта 2000 года.
- Закрытие фестиваля «Бурный май на Пушкинской» и презентация каталога «Новый петербургский экспрессионизм». 9 сентября 2000 года.
- Презентация CD-rom «Выставка художников 1975 г.». 10-20 сентября в ДК «Невский» 28 декабря 2000 года.

2001
Большой Зал
- Виталий Кубасов: живопись, графика (из серии выставок художников газаневской культуры). 24 февраля — 11 марта 2001 года.
- Фестиваль «Арт-медиа форум». Выставка «Медиа-арт и масс-медиа». 12 июня — 16 июня 2001 года.
- «Фотоimage — коллекция современной петербургской фотографии. Новые поступления». 30 июня — 29 июля 2001 года.
- Выставка «Митьки в Музее нонконформистского искусства». 8 сентября — 23 сентября 2001 года.
- Персональная выставка произведений Евгения Михнова-Войтенко, 70-е гг. 1 декабря — 30 декабря 2001 года.
- Выставка произведений Александра Арефьева «Банная серия». 27 октября — 30 ноября 2001 года.

Флигель/Малый зал
- Выставка компьютерной графики «Digital PODgallery». 20 января — 4 февраля 2001 года.
- «Традиции и современность» — выставка художников объединения «17 апреля» (живопись, графика). 17 марта — 1 апреля 2001 года.
- Евгений Тыкоцкий «Детская комната». Живопись. 7 апреля — 29 апреля 2001 года.
- «Страдания сегодня» — выставка фотографии Госберта Готтмана (Германия). 5 мая — 20 мая 2001 года.
- Дмитрий Гутов: видео-проект «Слепые» (при участии галереи Гельмана). 24 февраля — 11 марта 2001 года.
- Выставка из цикла «Петербургские коллекционеры»: «Коллекция Николая Благодатова», часть 3. 30 июня — 29 июля 2001 года.
- Выставка из новых поступлений в коллекцию Музея нонконформистского искусства. 8 сентября — 23 сентября 2001 года.
- Продолжение выставки «Новые поступления в коллекцию Музея нонконформистского искусства». До 30 ноября 2001 года.
- «Две тысячи первый», «Осенний фотомарафон», выставка Фотоimage. 6 октября — 21 октября 2001 года.
- Международный проект Hand Made. Художники Петербурга, Казахстана, Кыргызстана, Монголии. 15 декабря — 18 декабря 2001 года.
- Дмитрий Шорин. «Катастрофы». Живопись. 17 марта — 1 апреля 2001 года.
- Выставка из цикла «Петербургские коллекционеры»: «Коллекция Николая Благодатова». 14 апреля — 31 мая 2001 года.
- Выставка «Человек и тюрьма». 28 апреля — 27 мая 2001 года.
- «Electric blanket» («Электрическое одеяло»): фото-, видео-, слайд-программа посвященная борьбе со СПИДом.20 июня — 24 июня 2001 года.
- Наталья Абалакова, Анатолий Жигалов. «Операция Дом-2» (объекты, видео, инсталляция). 29 сентября — 7 октября 2001 года.
- Выставка произведений Владимира Михайлова. 10 ноября — 30 ноября 2001 года.

Архив
- «Остатки, которые сладки». Абстракция К. Чистякова 1980-х годов. Январь 2001 года.
- Выставка Кирилла Шувалова «Груз-2000». До 16 января 2001 года.
- Выставка из собраний архива «История независимого искусства Ленинграда-Петербурга в плакате» (часть 1, часть 2). 6 января — 10 февраля 2001 года.
- Выставка из собраний архива «Исторические костюмы петербургских художников конца XX века» (часть 1, часть 2). 10 февраля — 28 февраля 2001 года.
- К 10-летию «Галереи-103». 28 февраля 2001 года.
- Скринсейверы Майи Погоняйло. Март 2001 года.
- Выставка объектов Марины Алексеевой «Внутренние комнаты». 7 апреля — 5 марта 2001 года.
- Экспозиция, посвященная популярному путеводителю по современному искусству «Сусанин». Презентация полного собр. соч. И. О. Сусанина. С 12 июня 2001 года.
- Выставка-мемориал «Наш Ковальский». 30 июня — 30 сентября 2001 года.
- «История „Галереи-21“ в фотографии». Октябрь 2001 года.
- «К 20-летию выставки на Бронницкой». Из архивных материалов. Ноябрь 2001 года.
- Абстракционизм в отечественной карикатуре 20 в. Из собраний ПАиБНИ. Декабрь 2001 года.
- Хорио Мачи (Киото). «Семейный альбом». Фотографии.

События
Большой Зал
- Не состоявшаяся выставка Томаса Новотный (Австрия). Компьютерная фотография. 9 июня 2001 года.
- Акция дарения «митьками» картин музею. 8 сентября 2001 года.

Флигель
- «Хроника селекционирования сетевого искусства»: медиа-показ сайтов — лауреатов и номинантов Национальной Интел Интернет премии в номинации «Сетевое искусство». 10 марта 2001 года.
- Презентация книги «20 лет на Бронницкой». 17 ноября 2001 года.
- Презентация мультимедийного CD-rom «Фотоimage». 30 июня 2001 года.
- Презентация книги «Пушкинская-10». 8 сентября 2001 года.

Архив
- Презентация полного собрания И. О. Сусанина. 12 июня 2001 года.

2002
Большой Зал
- «Тайная жизнь музыкантов» — выставка произведений В. Бутусова, В. Волкова, О. Гаркуши, Б. Гребенщикова, В. Гайворонского, В. Курылева, А. Лушина, А. Макаревича, С. Лемехова, группы «Оле Лукойе»,Н. Пивоваровой, Н. Рекшана, А. Романова, Ю. Шевчука, В. Цоя и др. 4 января — 9 января 2002 года.
- Персональная выставка Игоря Орлова (в рамках выставки Государственного Русского музея «Абстракция в русском искусстве — XX век»). 12 января — 6 февраля 2002 года.

## Крупные выставочные проекты музея
- «Арт-Медиа-Форум». СПб, май 2001 г.
- «Неофициальная столица». СПб, май 2000 г.
- «Петербургский фотомарафон». СПб, проводится ежегодно.